# Atlántida (Falla)
Atlántida (en catalán, Atlàntida) es una cantata escénica con música de Manuel de Falla y Ernesto Halffter; el texto, en catalán, consta de fragmentos del poema épico de Jacinto Verdaguer La Atlántida, que había obsesionado a Falla desde su infancia y en el cual veía reflejadas todas sus preocupaciones filosóficas, religiosas y humanísticas. Es una gran cantata para solistas, coro y orquesta que había de representarse escenificada.
Fue una obra a la que Manuel de Falla dedicó los últimos veinte años de vida. En principio, era obra que tenía pensada para el Orfeón Catalán de Barcelona, confiando en poder estrenar la obra durante la Exposición Internacional de Barcelona (1929) (cartas cruzadas con Josep Maria Sert, que había de pintar los decorados, hablan de representarla en la Plaza del Rey de Barcelona, utilizando los muros del antiguo palacio real de los Condes de Barcelona como escenario) o en la Exposición Iberoamericana de Sevilla que se celebraban el año 1929. No obstante, Falla no acabó la obra para entonces siguió trabajando en la obra durante los años siguientes. En diciembre del año 1930 viajó a Cádiz y realizó una excursión, inspirada por sus trabajos en Atlántida, al islote de Sancti Petri, lugar en el que supuestamente estarían las ruinas del templo de Hércules.
Manuel de Falla continuó la obra en su exilio en Argentina y al morir en 1946 la dejó inconclusa: si bien había partes completas, con la parte vocal y orquestal, de otras sólo había la parte vocal con el acompañamiento de piano y de otras, sólo bosquejos e ideas musicales apuntadas pero sin desarrollar. La labor de terminarla recayó en el músico Ernesto Halffter, que había sido discípulo suyo y cuyo estilo tenía mucha relación con el de Falla. 
Una primera versión, sin escenificar, se estrenó en el Gran Teatro del Liceo con Victoria de los Ángeles en el papel de Reina Isabel el 24 de noviembre de 1961; dirigía el estreno Eduard Toldrà. La versión escenificada tuvo su estreno mundial en el Teatro de La Scala de Milán al año siguiente, el 18 de junio. Esta obra rara vez se representa en la actualidad y se suele oír más en versión de concierto (en las estadísticas de Operabase Archivado el 14 de mayo de 2017 en Wayback Machine. no aparece entre las óperas representadas en el período 2005-2010).
El mismo Halffter continuó trabajando en la obra y elaboró una nueva versión, la definitiva, de la obra, estrenada en Lucerna en 1976.
La acción se desarrolla en dos lugares y épocas. Por un lado, en la mítica isla de la Atlántida, el Mediterráneo, en una época legendaria; y por otro la España de la época de Cristóbal Colón (1492).

## Grabación
- Edmon Colomer (director), María Bayo (Reina Isabel), Simon Estes (narrador o corifeo), Teresa Berganza (Pirene), Coros y Joven Orquesta Nacional de España. Sello: Auvidis, n.º de catálogo V4685